# Col de Murs
Le col de Murs ou col du Puy-Griffon est un col des monts de Vaucluse, situé sur le territoire de la commune de Murs, dans le parc naturel régional du Luberon.

## Géographie
Le col de Murs se trouve à 626 m d'altitude. Il sépare les vallées de la Nesque au nord-ouest et de l’Imergue, affluent du Calavon, au sud. Surplombé par les collines du puy du Griffon (647 m) et du Collet de Rode (670 m), le col de Murs est situé sur la ligne de crête des monts de Vaucluse.
Comme son nom l’indique, le col est sur le territoire de la commune de Murs. Traversé par la route D4, le col est à 6 km de Murs et 9,5 km de Venasque. C'est l'un des trois cols routiers permettant d'accéder au village de Murs depuis la vallée de la Nesque et le nord des monts de Vaucluse, avec le col de la Ligne (755 m) et le col des Trois Termes (574 m). Outre la route, il est également traversé par un GR de pays reliant Méthamis à Murs.
Le col est sur le territoire du parc naturel régional du Luberon. Il est recouvert d'une forêt de chênes blancs alternant avec des zones moins boisées de garrigue. Les affleurements calcaires sont nombreux, empêchant l'eau de pluie de s'accumuler en surface. La végétation est donc caractéristique d'un milieu pauvre, caillouteux et sec. Le parc du Luberon a classé une zone de 295 hectares sur les crêtes de Murs entre le col de Murs et le col de la Ligne comme secteur de valeur biologique majeure. En effet, ce secteur bénéficie d'un climat à affinités montagnardes en raison de son altitude et des vents froids qui descendent du mont Ventoux au nord. Ce micro-climat a permis l'apparition d'une faune et d'une flore originale, notamment le très rare Genêt de Villars.

## Histoire
Sa position reculée n’a pas empêché le col de Murs d’être un lieu de passage pour les voyageurs et les commerçants de toutes les époques. Pendant la Paix Romaine, les grandes cités se développent dans la plaine et des routes sont construites pour les relier. La voie romaine entre Civitas Julia Apta (Apt) et Carpentoracte Meminorum (Carpentras) passe alors par le col de Murs. Parallèlement, un mutatio du nom de Castrum de Muris se développe en contrebas du col. Il deviendra le village de Murs.
Le col traversera ainsi l’histoire au rythme des caravanes de marchands, de pèlerins et de voyageurs. La route est alors très fréquentée car elle relie le Comtat Venaissin et la viguerie d’Apt.

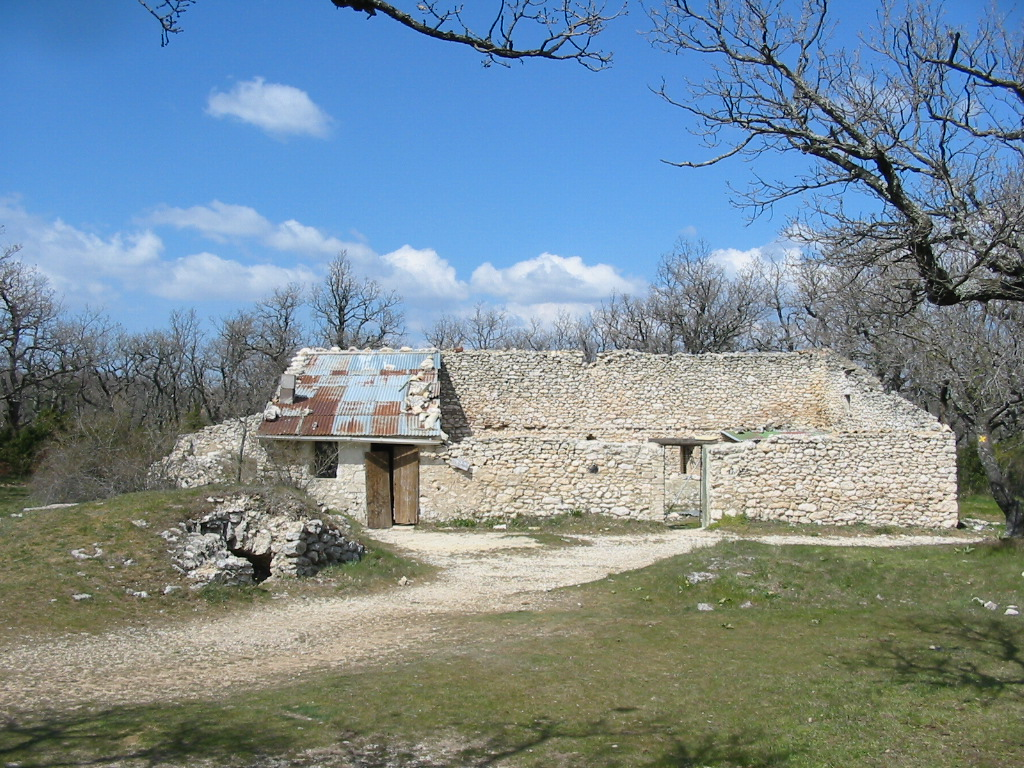
La bergerie du jas du Griffon et son aiguier.

Le XIXe siècle voit la construction d’une ferme et d’une bergerie. Au niveau du col, la crête des monts de Vaucluse est assez plane. Cependant, le sol calcaire et pauvre empêche la culture de céréales. Les quelques prairies qui entourent le col sont donc dédiées à l’élevage de moutons. Le jas du Griffon est construit en bordure de la route, un peu en contrebas du col. Deux puits aujourd’hui partiellement comblés, sont creusés à travers le rocher pour atteindre la nappe phréatique et ainsi pourvoir en eau les habitants. Une bergerie est également bâtie à quelques centaines de mètres du jas. Les bêtes peuvent s’y abreuver grâce à un aiguier. Dans le même temps, les forêts « anciennes et considérables » qui entourent le col sont propices à la production de charbon de bois. Quelques charbonniers construisent des petites cabanes de pierres sèches, dont certaines sont encore visibles.
Au début du XXe siècle, poussés par l’exode rural, de nombreux mursois quittent le village pour s’employer dans les villes. De nombreuses fermes et bergeries sont alors abandonnées et tombent peu à peu en ruine. Le jas du Griffon et sa bergerie n’échappent pas à cet exode et sont laissés à l’abandon. De nos jours, le jas est totalement envahi par les herbes folles. Tout juste distingue-t-on encore deux piliers qui soutenaient le premier étage. Les deux puits sont en revanche toujours visibles. La bergerie a mieux résisté aux assauts du temps même si le bâtiment principal est partiellement ruiné. Les jeunes des communes avoisinantes y organisent de temps à autre des soirées.
Une légende populaire veut que le dernier loup de Murs fût abattu dans les bois du col de Murs.

## Ascensions cyclistes

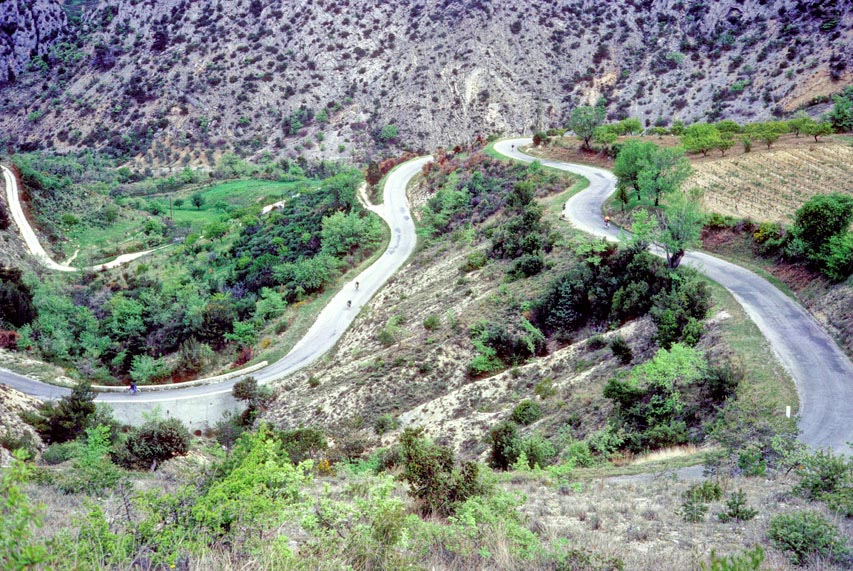
Montée du col de Murs.

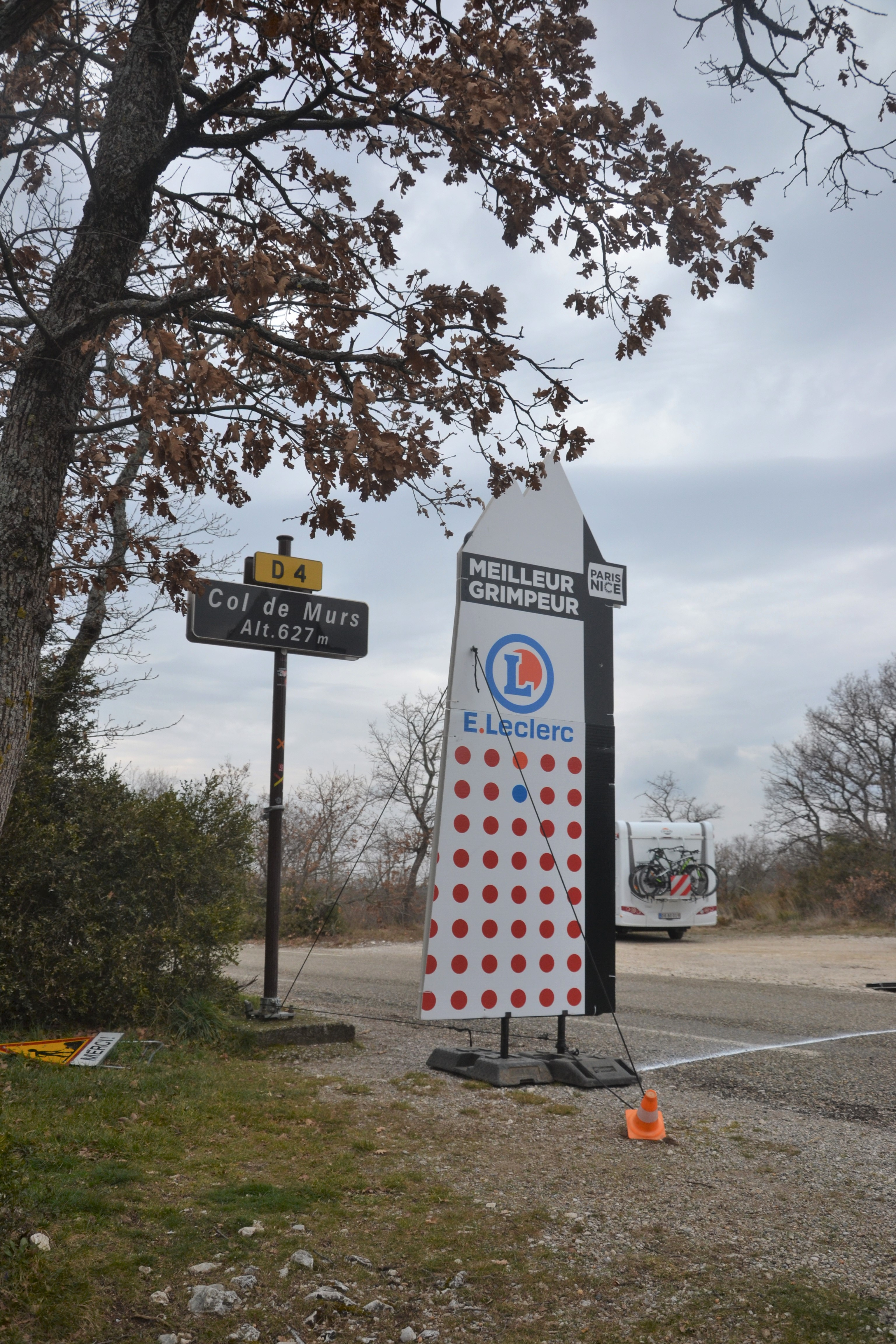
Paris-Nice au col de Murs.

En raison de sa déclivité relativement importante et des nombreux lacets de sa route, le col de Murs a souvent servi de point de passage pour de nombreuses courses, notamment des courses cyclistes.
Le col de Murs a été franchi par 2 fois lors des étapes du Tour de France cycliste :
- 1998 lors de la 13e étape de Frontignan à Carpentras, José Vicente García Acosta  Espagne est passé en tête au col ;
- 2000 lors de la 12e étape de Carpentras au mont Ventoux, Christophe Agnolutto  France est passé en tête au col.

Il a également été franchi lors d'autres courses :
- Paris-Nice 2007 lors de la 5e étape de Sorgues à Manosque ;
- Paris-Nice 2013 lors de l'étape Châteauneuf-du-Pape à la montagne de Lure ;
- Paris-Nice 2022 lors de l'étape Courthézon à Aubagne.

Lors des 3 jours de Vaucluse 2009, le 27 février, le col de Murs a été franchi et les coureurs de l'échappée ont mis 12 minutes et 40 secondes pour réaliser l'ascension longue de 6 kilomètres.